# Brennelemente-Zwischenlager Gorleben
Das Brennelemente-Zwischenlager Gorleben (BZG; ehemals Transportbehälterlager Gorleben) ist neben Ahaus eines der beiden deutschen „Zentralen Zwischenlager“ für abgebrannte Brennelemente und hochradioaktive Abfälle in so genannten Glaskokillen aus der Wiederaufarbeitung. Es befindet sich im Landkreis Lüchow-Dannenberg etwa 2 km südlich des Ortes Gorleben. Betreiberin ist die BGZ Gesellschaft für Zwischenlagerung mbH. Zuvor war die GNS Gesellschaft für Nuklear-Service mbH von 1990 bis zur Abgabe ihrer Zwischenlageraktivitäten an den Bund zum 1. August 2017 Betreiberin des Zwischenlagers. Auf dem Gelände befindet sich auch das Abfall-Zwischenlager Gorleben (AZG) der gleichen Betreiberin für schwach- und mittelradioaktive Abfälle sowie die Pilot-Konditionierungsanlage Gorleben (PKA).

## Geschichte
Aufgrund einer ersten Genehmigung wurde das Brennelemente-Zwischenlager Gorleben 1983 nach knapp zweijähriger Bauzeit fertiggestellt. Bei Protesten im September 1982 gegen die Errichtung verursachten Wasserwerfer des Typs WaWe 6 bei sitzenden Demonstranten Rippenbrüche, Rückenprellungen und Nierenverletzungen. Klagen gingen bis vor das Bundesverfassungsgericht. Diese Genehmigung ließ eine Einlagerung von 1.500 tsm (Mengenangabe für die Masse von Schwermetall in Tonnen) abgebrannter Brennelemente aus deutschen Atomkraftwerken zu. Die ersten Einlagerungen fanden 1995 nach langjährigen gerichtlichen Auseinandersetzungen statt. Im Juni 1995 wurde die Genehmigung so erweitert, dass nun bis zu 3.800 tsm mit 2 × 1020 Bq Aktivität und einer (Ab-)Wärmeleistung von bis zu 16 MW in Form bestrahlter Brennelemente aus Leichtwasserreaktoren oder Glaskokillen in Behältern auf 420 Stellplätzen gelagert werden dürfen. 1996 wurden die ersten Glaskokillen mit hochradioaktiven Abfällen aus der Wiederaufarbeitung deutscher Brennelemente in Frankreich in das Zwischenlager transportiert. Die Genehmigung des Lagers ist bis zum 31. Dezember 2034 befristet.

## Aufbau
Das zentrale Gebäude auf dem Zwischenlagergelände ist die 182 m lange, 38 m breite und 20 m hohe Lagerhalle, in der die Transportbehälter stehend aufbewahrt werden. Die Behälter sind permanent an ein elektronisches System zur Überwachung ihrer Dichtheit angeschlossen. Zum Transport der Behälter in der Halle dient ein Brückenkran. Die Halle ist so gebaut, dass die Behälter durch natürliche Luftkonvektion gekühlt werden.
Die Halle selbst besteht aus 0,5 m dicken Stahlbetonwänden und einem Betonplattendach. Dieses Gebäude bewirkt zusätzlich zu den Behältern selbst eine Abschirmung zwecks Einhaltung des gesetzlich vorgegebenen Strahlungsgrenzwertes für Einzelpersonen der Bevölkerung außerhalb des Betriebsgeländes von 1 mSv im Kalenderjahr.

## Inhalt des Lagers

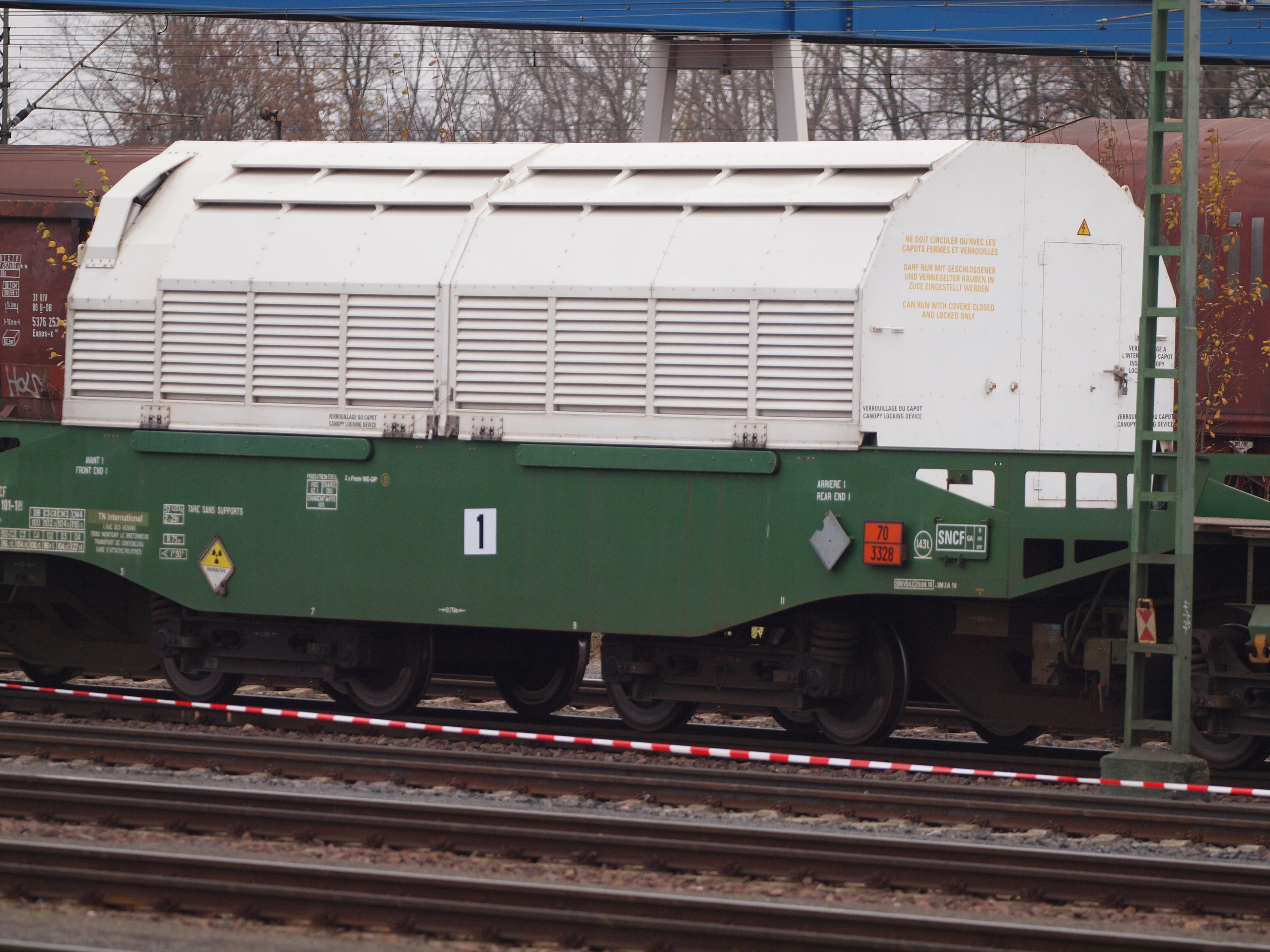
Französischer Behälter Typ TN 85

Zum 31. Dezember 2002 befanden sich 32 Behälter mit abgebrannten Brennelementen und mit Glaskokillen im Lager, Ende 2004 waren es 56 Behälter. Mit dem Transport vom November 2010 erhöhte sich die Anzahl auf nunmehr 102, davon 97 mit Glaskokillen. Mit dem Transport vom November 2011 erhöhte sich die Zahl auf 113 Behälter.
| Transport Nummer | Ursprung der Behälter              | Anzahl Behälter | Ankunft im Zwischenlager | Anzahl der Behälter im Zwischenlager |
| ---------------- | ---------------------------------- | --------------- | ------------------------ | ------------------------------------ |
| 1                | Kernkraftwerk Philippsburg         | 1               | 25. Apr. 1995            |                                      |
| 2                | Wiederaufarbeitungsanlage La Hague | 1               | 8. Mai 1996              |                                      |
| 3                | Kernkraftwerk Neckarwestheim       | 3               | 5. März 1997             |                                      |
| 3                | Kernkraftwerk Gundremmingen        | 1               | 5. März 1997             |                                      |
| 3                | Wiederaufarbeitungsanlage La Hague | 2               | 5. März 1997             |                                      |
| 4                | Wiederaufarbeitungsanlage La Hague | 6               | 29. März 2001            |                                      |
| 5                | Wiederaufarbeitungsanlage La Hague | 6               | 14. Nov. 2001            |                                      |
| 6                | Wiederaufarbeitungsanlage La Hague | 12              | 14. Nov. 2002            | 32                                   |
| 7                | Wiederaufarbeitungsanlage La Hague | 12              | 12. Nov. 2003            |                                      |
| 8                | Wiederaufarbeitungsanlage La Hague | 12              | 9. Nov. 2004             | 56                                   |
| 9                | Wiederaufarbeitungsanlage La Hague | 12              | 22. Nov. 2005            |                                      |
| 10               | Wiederaufarbeitungsanlage La Hague | 12              | 13. Nov. 2006            |                                      |
| 11               | Wiederaufarbeitungsanlage La Hague | 11              | 11. Nov. 2008            |                                      |
| 12               | Wiederaufarbeitungsanlage La Hague | 11              | 9. Nov. 2010             | 102                                  |
| 13               | Wiederaufarbeitungsanlage La Hague | 11              | 28. Nov. 2011            | 113                                  |

Aus der britischen Wiederaufarbeitungsanlage Sellafield sollten weitere ca. 21 Behälter mit Glaskokillen hochradioaktiven Abfalls (HAW) und weiteren fünf mit verfestigten mittelradioaktiven Abfällen (MAW) eingelagert werden. Nach der Änderung des Atomgesetzes im Zusammenhang mit dem Standortauswahlgesetz vom 23. Juli 2013 ist die Einlagerung dieser Behälter im Zwischenlager Gorleben rechtlich ausgeschlossen worden. Die Behälter sollen nunmehr auf andere Zwischenlager verteilt werden.

## Umgebungsüberwachung
Die Aufbewahrungsgenehmigung für das Brennelemente-Zwischenlager Gorleben sieht einen Richtwert von 0,27 mSv/Jahr vor. Die genehmigte maximale Dosis am ungünstigsten Aufpunkt am Zaun des Betriebsgeländes beträgt 0,3 mSv/Jahr und liegt damit weit unter dem gesetzlichen Dosisgrenzwert von 1 mSv/Jahr. Die mittlere natürliche Strahlenexposition in Deutschland beträgt im Vergleich dazu etwa 2,1 mSv/Jahr. Für die Messungen ist die sogenannte „unabhängige Messstelle“ zuständig. Für das Brennelemente-Zwischenlager Gorleben ist der Niedersächsische Landesbetrieb für Wasserwirtschaft, Küsten- und Naturschutz (NLWKN) die zuständige unabhängige Messstelle. Die Messungen erfolgen nach Maßgabe der Richtlinie zur Emissions- und Immissionsüberwachung kerntechnischer Anlagen (REI) vom 7. Dezember 2005. Für Brennelemente-Zwischenlager wie das BZG, sind gemäß REI nur die äußere Gamma- und Neutronenstrahlung zu überwachen.
Zu diesem Zweck erfolgt die Umgebungsüberwachung der Gamma- und Neutronenstrahlung an bis zu 18 Messpunkten. Als Referenzmesspunkte zur Messung der natürlichen Untergrundstrahlung von Neutronen- und Gammastrahlung betreibt das NLWKN zwei Messhäuser im „Weißen Moor“ und in der Ortschaft Gorleben. Bis 2002 überstieg der Einfluss vom Brennelemente-Zwischenlager Gorleben nicht die Höhe der natürlichen Untergrundstrahlung, so dass sich unter Berücksichtigung von Messunsicherheiten und Nachweisgrenze kein messbarer Beitrag ergab. Von 2006 an schwanken die Jahresdosis-Werte zwischen 0,10 mSv und 0,22 mSv. Da keine weiteren Behälter ins Brennelemente-Zwischenlager Gorleben eingelagert werden sollen und die Aktivität des Inventars mit der Zeit weiter abnimmt, ist mittelfristig auch eine stetige Abnahme der Jahresdosis zu erwarten.

## Gesetzeslage
Die Aufbewahrungsgenehmigung für das Brennelemente-Zwischenlager Gorleben enthält unter anderem folgende Nebenbestimmungen:
- A 1. Vorgesehene Änderungen an Anlagenteilen und Einrichtungen, von Maßnahmen im Brennelemente-Zwischenlager sowie an den Festlegungen in den Technischen Annahmebedingungen und den zugehörigen Ausführungsbestimmungen sind gemäß Schreiben des Niedersächsischen Umweltministeriums vom 19. April 1994 der atomrechtlichen Aufsichtsbehörde anzuzeigen. Diese entscheidet über das weitere Vorgehen.
- MA 8. Im Hinblick auf die beantragte maximale Dosis am ungünstigsten Aufpunkt am Zaun des Betriebsgeländes von 0,3 mSv pro Jahr ist, sobald dort eine Dosis von umgerechnet 0,27 mSv pro Jahr gemessen wird, der Einlagerungsbetrieb so lange zu unterbrechen, bis die Zustimmung der atomrechtlichen Aufsichtsbehörde zu den vorgesehenen Maßnahmen zur Einhaltung des Wertes von 0,3 mSv pro Jahr vorliegt.
- A 20. Die Einlagerung der Transport- und Lagerbehälter hat nach dem in den Genehmigungsunterlagen festgelegten Einlagerungsplan zu erfolgen, der fortzuschreiben und der atomrechtlichen Aufsichtsbehörde in halbjährlichen Abständen vorzulegen ist. Für die zur Einlagerung vorgesehenen Behälter ist dabei die Einhaltung der Randbedingungen für die Wärmeleistung des Lagers nachzuweisen und die Strahlenexposition des Personals und die Jahresdosis am ungünstigsten Aufpunkt am Zaun des Betriebsgeländes abzuschätzen.

Am 29. Januar 2010 ist die 4. Änderungsgenehmigung zur Aufbewahrungsgenehmigung erteilt worden, die die Lagerung von HAW-Glaskokillen der AREVA NC auch in Behältern der neuen Bauart CASTOR HAW28M gestattet. Die Castorbehälter können bei Beladung mit 28 Kokillen eine maximale Wärmeleistung von 56 kW erreichen. Darüber hinaus schließt die 4. Änderungsgenehmigung eine veränderte Aufstellung der vormals genehmigten Transport- und Lagerbehälter der französischen Bauart TN85 ein. Der Belegungsplan ist Bestandteil der Aufbewahrungsgenehmigung.
Die verbrauchten Brennelemente und Glaskokillen befinden sich hauptsächlich in Großbehältern der Castor-Familie, die in der oben beschriebenen Halle aufrecht stehend gelagert werden. Bei der Einlagerung hat der radioaktive Abfall eine Kerntemperatur von etwa 400 Grad Celsius. Erst wenn er nach einer Dauer von 20 bis 30 Jahren durch die nachlassende Aktivität auf etwa 200 Grad abgekühlt ist, wäre eine eventuelle Einlagerung in einem Salzstock überhaupt möglich.

## Mögliche Auswirkungen
Am 5. September 2011 hat das Niedersächsische Landesgesundheitsamt (NLGA) Berechnungen des Helmholtz-Zentrums München bestätigt, die im Landkreis Lüchow-Dannenberg eine signifikante Verschiebung im Verhältnis der Jungen-Geburten zu den Mädchen-Geburten ergeben hatten. Der Effekt tritt nach Berechnungen des NLGA in einem Umkreis von 40 km in Niedersachsen und den östlichen Nachbarländern um das Zwischenlager auf. Das Verhältnis der Jungen-Geburten zu den Mädchen-Geburten betrug demnach in Niedersachsen von 1971 bis 1995 (J:M) 102:100 und von 1996 bis 2007 (J:M) 109:100. In den östlichen Nachbarländern betrug das Verhältnis der Jungen-Geburten zu den Mädchen-Geburten von 1991 bis 1995 (J:M) 101:100 und von 1996 bis 2007 (J:M) 109:100. Ein direkter Zusammenhang zwischen Geschlechterverteilung und Zwischenlager wurde bisher nicht nachgewiesen. Das NLGA stellt dazu fest, es liege zwar mit hoher statistischer Sicherheit ein verändertes sekundäres Geschlechterverhältnis um das Zwischenlager Gorleben vor, jedoch sei eine Diskussion um mögliche Ursachen rein spekulativ. Deutschlandweit zeigt sich der Effekt der Verschiebung des Geburtenverhältnisses nicht. Es gibt vielmehr einen gegenläufigen, leicht abwärts gerichteten Trend des Geschlechterverhältnisses in Europa und speziell in Deutschland seit 1995.
Das Helmholtz-Zentrum München vermutet in einem weiteren Gutachten vom Oktober 2014 jedoch als Ursache die Bildung von betastrahlendem Argon 41 durch Neutronenaktivierung. Simulationen des ehemaligen Betreibers GNS bestätigen die Bildung von Argon 41, dessen Mengen lägen aber unter der Nachweisbarkeitsgrenze.

## Kritik
Kritiker äußern Bedenken hinsichtlich der Sicherheit der Anlage und weisen insbesondere auf den nicht vorhandenen Schutz vor Flugzeugabstürzen hin. Dagegen vertreten die Betreiber den Standpunkt, der Abfall sei in den Behältern ausreichend geschützt (vgl. hierzu Kritik an der Sicherheit der Castor-Behälter).

## Zwischenfälle
Mit Stand vom 31. Dezember 2023 gab es im Brennelemente-Zwischenlager elf meldepflichtige Ereignisse gemäß Atomrechtlicher Sicherheitsbeauftragten- und Meldeverordnung.